# الأسرة الأتالية
الأسرة الأتالية أو الأسرة الأطلّية(باليونانية: Δώναστεία των Ατταλιδών، ديناستيا تون أتاليدون)‏ هي أسرة هلنستية حكمت مدينة بيرغامون في آسيا الصغرى بعد وفاة ليسيماخوس، أحد جنرالات الإسكندر الأكبر.
كانت المملكة من بقايا إمبراطورية ليسيماخوس المنهارة. سيطر فيليتايروس، أحد مساعدي ليسيماخوس، على المدينة في عام 282 قبل الميلاد. أخذت السلالة اسمها من أتالوس والد فيليتايروس ووسّعوا المدينة إلى مملكة.

## التاريخ
في عام 282 قبل الميلاد، تخلى فيليتايروس عن خدمة ليسيماخوس، وعرض نفسه مع قلعة بيرغامون الهامة وخزنتها، على الملك سلوقس الأول نيكاتور، الذي هزم ليسيماخوس وقتله في معركة كوروبيديوم في السنة التالية. قتل سلوقس بعد بضعة أشهر. تمتع فيليتايروس باستقلالية كبيرة رغم كونه يتبع السلوقيين، واكتسب ثروة كبيرة لأن بيرغامون كان مقر خزانة ليسيماخوس، ومدّ سلطانه ونفوذه إلى ما وراء بيرغامون. ساعد مدينة كيزيكوس في ميسيا ليدافعوا عن أنفسهم ضد الغال، بأن أمدهم بالقوات والمال والطعام، وبالتالي اكتسب هيبة وسمعة حسنة له ولأسرته. حكم فيليتايروس لأربعين عامًا وبنى معبد ديميتر على الأكروبول، ومعبد أثينا (الآلهة الراعية لبيرغامون)، وقصر بيرغامون الأول. وأضاف إلى تحصينات المدينة.
تولى يومينس الأول العرش خلفا لأبيه في عام 263 قبل الميلاد. وقام بتمرد وهزم الملك السلوقي أنطيوخوس الأول سوتر قرب العاصمة الليدية ساردس في عام 261 قبل الميلاد. حرر بيرغامون ووسع أراضيها. أسس الحاميات مثل فيليتايريا في الشمال عند سفح جبل إيدا، والذي سماه على والده بالتبني، وحصن أتاليا في الشرق، إلى الشمال الشرقي قرب نبع نهر ليكوس، والذي سمي على اسم جده. كما وسع سيطرته إلى الجنوب من نهر كايكوس ليصل إلى خليج كيمي. قام بسك عملات معدنية تحمل صورة فيليتايروس، والذي ظل يصور الملك سلوقس الأول في عملاته.
كتب باوسانياس أن أعظم إنجازات أتالوس الأول (حكم من 241 إلى 197 قبل الميلاد) كان هزيمته للغال،  وكان يقصد أهل غلاطية، وهم الكلت الذين هاجروا إلى آسيا الصغرى وأظهروا أنفسهم كقوة عسكرية. بعد عدة سنوات هاجم الغلاطيون مدينة برغامون بمساعدة أنطيوخس هيراكس، الذي تمرد ضد شقيقه سلوقس الثاني كالينيكوس، ملك الإمبراطورية السلوقية، وأراد الاستيلاء على الأناضول وجعلها مملكته المستقلة. هزم أتالوس الغال وأنطيوخس في معركة أفروديسيوم وفي معركة ثانية في الشرق. ثم قاتل أنطيوخس بمفرده في معركة قرب سارد وفي معركة هارباسوس في كاريا عام 229 قبل الميلاد. انتصر أتالوس في معركة حاسمة وغادر أنطاكية لبدء حملة في بلاد ما بين النهرين. سيطر أتالوس على الأراضي السلوقية في آسيا الصغرى شمال جبال طوروس، وصد عدة محاولات قام بها سلوقس الثالث كيراونوس، الذي خلف سلوقس الثاني، لاستعادة الأرض الضائعة.
في عام 223 ق م، عبر سلوقس الثالث جبال طوروس، ولكنه اغتيل. تولى الجنرال أخايوس قيادة الجيش السلوقي، وجعله أنطيوخوس الثالث الكبير حاكما على الأراضي السلوقية شمال طوروس. في غضون عامين استعاد الأراضي الضائعة وحاصر أتالوس داخل جدران بيرغامون. ومع ذلك، فقد اتُهم أخايوس بنية التمرد، فأعلن نفسه ملكًا ليحمي نفسه.
في عام 218 قبل الميلاد، قام أخايوس بحملة نحو إلى سيلج جنوب طوروس. استعاد أتالوس أراضيه السابقة بمساعدة بعض الغال التراقيين. عاد أخايوس من حملته منتصرا في عام 217 ق.م. وعاد القتال بين الاثنين. تحالف أتالوس مع أنطيوخس الثالث، الذي حاصر أخايوس في ساردس عام 214 قبل الميلاد. استولى أنطيوخس على المدينة وأعدم أخايوس في العام التالي. استعاد أتالوس سيطرته على أراضيه.
أصبح الأتالييون حلفاء روما خلال الحرب المقدونية الأولى (214-205 قبل الميلاد)  ودعموا روما في الحروب اللاحقة. قدم أتالوس الأول المساعدة لروما أيضا في الحرب المقدونية الثانية (200-197 قبل الميلاد).
قام يومينس الثاني (عام 197 – 159 قبل الميلاد)  بدعم روما في الحرب الرومانية السلوقية (192-188 قبل الميلاد)  وفي الحرب المقدونية الثالثة (171-168 قبل الميلاد). استولى الرومان بعد الحرب على ملك أنطيوخس الثالث الكبير في آسيا الصغرى في عام 188 قبل الميلاد، ووهبوا ميسيا وليديا وفريجيا وبامفيليا إلى مملكة بيرغامون، ووهبوا كاريا وليقيا وبسيديا إلى رودس، وهم من حلفاء روما. منح الرومان أراضي رودس لبيرغامون في وقت لاحق.
كان أتالوس الثاني قائدًا عسكريًا قبل أن يصبح ملكًا، وشارك في معركة ماغنيسيا في عام 190 قبل الميلاد، والتي شكلت النصر النهائي للرومان في الحرب ضد السلوقيين. في عام 189 قبل الميلاد، قاد قوات برغامون التي حاصرت الجيش الروماني بقيادة غنايوس مانليوس فولسو في الحرب الغلاطية. دخل في حرب مع فارناكس الأول البنطي بين عامي 182-179 قبل الميلاد، وانتصر عليه في بعض المواقع وكسب بعض الأراضي. صعد إلى العرش في عام 159 قبل الميلاد. شن حربا ضد بروسياس الثاني البيثيني بين عامي في 156-154 قبل الميلاد بمساعدة الرومان. وسّع أتالوس مملكته وأسس مدينتي فيلادلفيا وأتاليا. في عام 152 قبل الميلاد، اشترك مع روما بمساعدة المدعي الكسندر بالاس للاستيلاء على العرش السلوقي من ديميتريوس الأول سوتر. وفي عام 149 قبل الميلاد، ساعد نيكوميدس الثاني إبيفانيس على الاستيلاء على عرش بيثينيا من والده بروسياس الثاني.
توفي آخر ملوك السلالة، وهو أتالوس الثالث، بدون خليفة، وورّث المملكة إلى الجمهورية الرومانية في 133 قبل الميلاد. كان الرومان مترددين في حيازة أراضي في آسيا الصغرى ولم يتولوا قيادة المملكة. ظهر مدعي للعرش يدعى أريستونيكوس، وزعم أنه الابن غير الشرعي ليومنيس الثاني، وتولى العرش واتخذ اسم يومنيس الثالث، وحرض على التمرد وفي عام 132 قبل الميلاد. في عام 131 قبل الميلاد أرسلت روما جيشًا ضده ولكنه انتصر عليه. ثم هزمه الرومان في عام 129 قبل الميلاد، ضموا مملكة بيرجامون السابقة، والتي أصبحت مقاطعة آسيا الرومانية.
هناك إفريز داخل مذبح بيرجامون يصور حياة تيليفوس بن هيراكليز. ربطت الأسرة الحاكمة شخصية تيليفوس مع مدينتها ونسبت نفسها لآلهة الأولمب عن طريقه. لم تبرز المدينة بين العالم اليوناني إلا في وقت متأخر، لم يمكنها التفاخر بالنسب الإلهي مثل المدن القديمة في الغرب، وكان عليها أن تنمي مكانتها في الأساطير اليونانية على نحو رجعي.

## الملوك
- فيليتايروس 282 ق م – 263 ق م.
- يومينس الأول 263 ق م – 241 ق م.
- أتالوس الأول 241 ق م – 197 ق م.
- يومينس الثاني 197 ق م – 159 ق م.
- أتالوس الثاني فيلادلفوس 159 ق م – 138 ق م.
- أتالوس الثالث 138 ق م – 133 ق م.
- يومينيس الثالث 133 ق م – 129 ق م.